# Didymaea crassifolia
Didymaea crassifolia là một loài thực vật có hoa trong họ Thiến thảo. Loài này được Borhidi mô tả khoa học đầu tiên năm 2003.